# Bharamasamudra, Jagalur
Bharamasamudra là một làng thuộc tehsil Jagalur, huyện Davanagere, bang Karnataka, Ấn Độ.